# Марко Хук
Ма́рко Хук (нем. Marco Huck), имя при рождении Муамер Хукич (сербохорв. Muamer Hukić / Муамер Хукић); род. 11 ноября 1984, Угао, община Сеница) — немецкий боксёр боснийского происхождения, выступающий в первой тяжёлой весовой категории (англ. Cruiserweight). Чемпион мира по версии WBO (2009—2015), IBO (2016—2017). Победил 11 боксёров за титул чемпиона мира.

## Биография
Марко Хук, выходец из семьи боснийцев, до семи лет жил в общине Нови-Пазар, область Рашка, Сербия. В 1993 году он переехал со своей семьёй из Югославии в Германию, где жил в городе Билефельд в социальном координационном центре. Марко вырос в бедной семье. У него есть старшая сестра и две младших. В августе 2009 года получил немецкое гражданство.

## Кикбоксинг
Хук до бокса сделал карьеру в кикбоксинге и тренировался с Ульфом Шмидтом во дворце спорта города Билефельда. В возрасте 16 лет он стал чемпионом Европы по кикбоксингу, а в 18 лет — самым молодым чемпионом мира по кикбоксингу среди немецких команд.

## Профессиональный бокс
После занятия кикбоксингом перешёл в любительский бокс в котором провёл 15 поединков, все выиграл, затем перешёл в профессионалы.

### Первый тяжёлый вес
На профессиональном боксёрском ринге Марко дебютировал 7 ноября 2004 года, сразу в первом тяжёлом весе. Провёл 10 боёв подряд, которые выиграл нокаутом. В 11-м бою он выиграл по очкам у опытного немца Редиджера Мея (40-4-3)
16 декабря 2006 года стал чемпионом EBU, победив во втором раунде итальянца Петро Аурино. Аурино нарушал правила, а после сам ушёл с ринга. Был дисквалифицирован, но позже результат был изменён на техническое поражение нокаутом.
В январе 2007 года защитил титул против бельгийца Исмаила Абдула.
В 2007 году в элиминаторе (турнире на выбывание) IBF победил непобеждённого российского боксёра Вадима Токарева (23-0).

#### Чемпионский бой со Стивом Каннингемом
Вышел на ринг за звание чемпиона мира по версии IBF с чемпионом, американцем Стивом Каннингемом. Претендент очень активно начал бой и имел заметное преимущество в первых двух раундах. С третьей трёхминутки быстрые комбинации ударов позволили чемпиону несколько выровнять ход боя, однако Хуку нередко удавалось запереть его у канатов своими атаками. В седьмом раунде у немецкого боксера открылось кровотечение из уха и плюс к этому он начал заметно уставать, что позволило Каннингему захватить инициативу. В одиннадцатом раунде Хук бросил все силы на атаку и имел преимущество, однако не сумел закончить поединок досрочно. В последнем раунде чемпион нанес тяжелый апперкот, который потряс его соперника, он бросился на добивание, и угол Хука принял решение остановить бой, выбросив полотенце (AP Photo/Martin Meissner). Это было первое поражение боснийского немца. Марко было всего 23 года.
После поражения уровень соперников начал только расти, и Марко начал выходить против боксёров, которые либо не проигрывали вообще, либо не проигрывали давно. Так, он победил в 2008 году Франтесика Касаника (12-2), Жана-Марка Монро (24-1), Фабио Туиача (22-1), непобеждённого Джоферри Бателло (18-0) и непобеждённого Виталия Руссола (23-0).

#### Завоевание и защиты титула чемпиона мира
29 августа 2009 года Марко вышел на ринг с действующим чемпионом мира по версии WBO Виктором Эмилио Рамиресом. Бой вышел достаточно острый, с большим количеством атак. За счёт более высокой скорости и контратаках в большинстве раундов Хук доминировал. По итогам 12 раундов Марко Хук победил единогласным решением судей.
В декабре 2009 года Хук в первой защите титула встретился с обязательным претендентом, британским боксёром Ола Афолаби. Бой был конкурентным, но Хук с небольшим преимуществом победил британца по очкам. В марте 2010 года Марко во второй раз защитил титул чемпиона, нокаутировав в 3-м раунде американца Адама Ричардса. Затем победил американца Брайана Минто. В августе 2010 года нокаутировал ещё одного американца, Мэтта Годфри (20-1). В декабре 2010 года Марко Хук встретился с обязательным претендентом, непобеждённым российским боксёром Денисом Лебедевым.

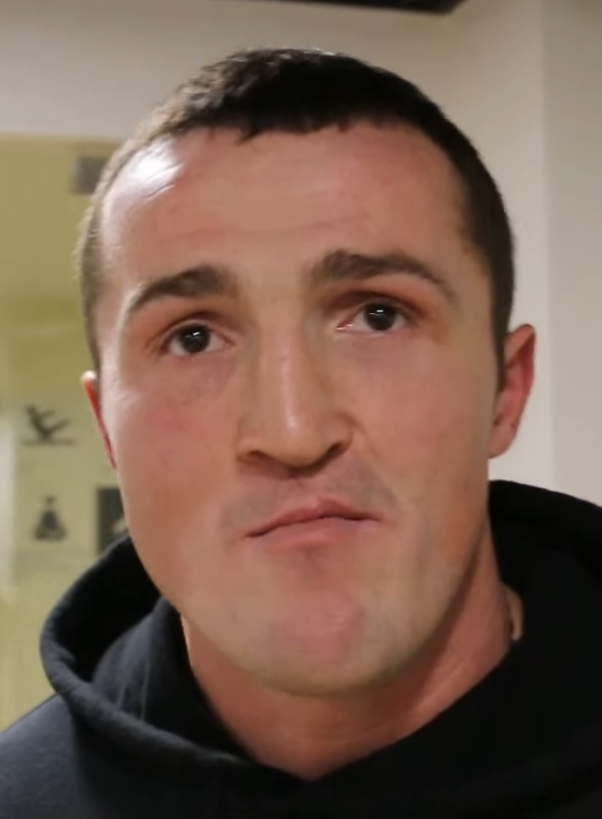
Денис Лебедев

#### Бой с Денисом Лебедевым
18 декабря 2010 года в пятой защите титула Хук вышел против россиянина Дениса Лебедева. На берлинском ринге россиянин действовал первым номером и с небольшим преимуществом вёл бой, хотя Марко Хук провёл больше «чистых» ударов. Бой вышел довольно конкурентным и напористым со стороны обоих боксёров. Американский судья поставил оценки 116—112 в пользу Лебедева, а двое других — 115—113 в пользу немца. Хук защитил свой титул, хотя многие эксперты и зрители, включая немцев, категорически не согласились c судейским решением, называя его грабежом.
После спорной победы над Лебедевым, в апреле 2011-го Хук уверенно победил по очкам непобеждённого израильтянина Рана Накаша (25-0). Затем в июне нокаутировал аргентинца Хуго Гернана Грэя, а в октябре 2011 года в восьмой защите титула нокаутировал в 10-м раунде ещё одного аргентинца, Рохелио Омара Росси. После очередной победы Хук решил перейти в тяжёлый вес. Переговоры длились недолго, и довольно быстро был найден достойный соперник, регулярный чемпион мира по версии WBA, Александр Поветкин.

#### Чемпионский бой с Александром Поветкиным

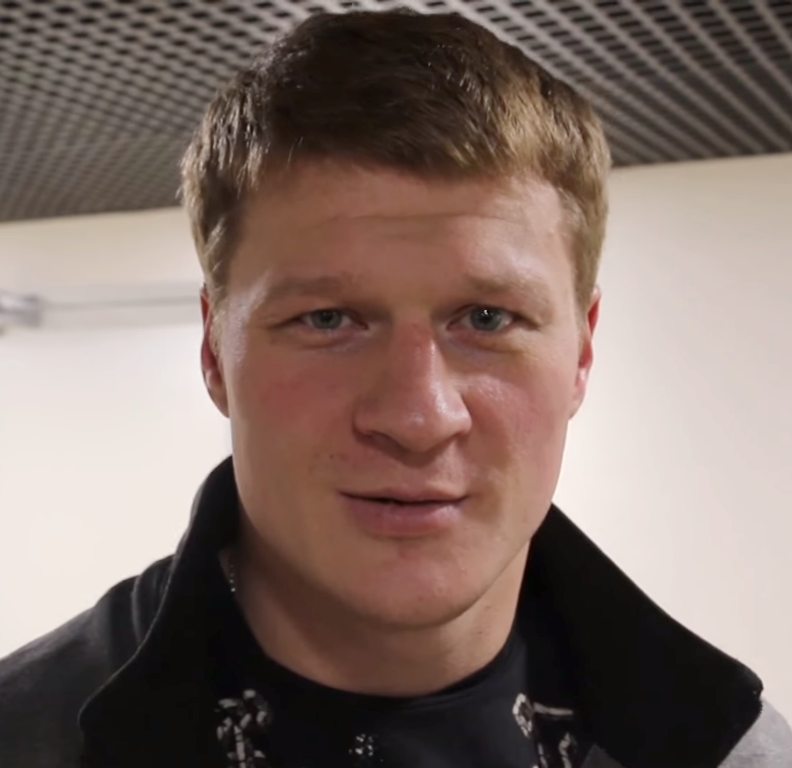
Александр Поветкин

25 февраля 2012 года Марко Хук вышел на ринг с регулярным чемпионом мира в тяжёлом весе по версии WBA Александром Поветкиным. Поединок проходил в тяжёлом весе, и на кону стоял только титул Поветкина. Бой не сразу начался активно, однако во втором раунде Поветкин стал действовать немного уверенней. В четвёртом раунде ход боя изменился: Хук провел несколько точных ударов, которые потрясли чемпиона. То же повторилось и в седьмом раунде. В последних раундах Поветкин стал действовать немного ярче, но усталость, которая появилась у него ещё в первой трети поединка, сказывалась. Александр во время атак Марко Хука постоянно наклонялся, поэтому неоднократно получал от противника удары по затылку. К чемпионским раундам у Хука над правым глазом образовалось рассечение, но на ход боя это не повлияло. Поветкин нанес большее количество ударов, но общее число ярких атак и точных попаданий было на стороне немца. По итогам 12 раундов решением большинства судей, победу присудили россиянину. После боя многие выразили несогласие с данным решением, увидев в бою ничью или даже победу Хука. Оба боксера заявили желание провести повторный бой.

#### Бои с Ола Афолаби II и Фиратом Арсланом I
После спорного поражения от Поветкина Хук вернулся в первый тяжёлый вес, чтобы защитить свой титул. Снова встретился с англичанином Ола Афолаби, который, как и в прошлый раз, заслужил себе звание обязательного претендента и владел титулом временного чемпиона. Поединок состоялся 5 мая 2012 года.
Бой выдался как и в первой схватке, очень конкурентным, но на этот раз британец был активнее и увереннее в своих действиях. Это не позволило Хуку переиграть Афолаби. Бой проходил в очень тяжёлой борьбе с большим обменом ударов. Но несмотря на это, нокдаунов не было. Поединок завершился без определения победителя. Большинство судей выставили ничью, что не исключало в будущем и третьей схватки между боксёрами.

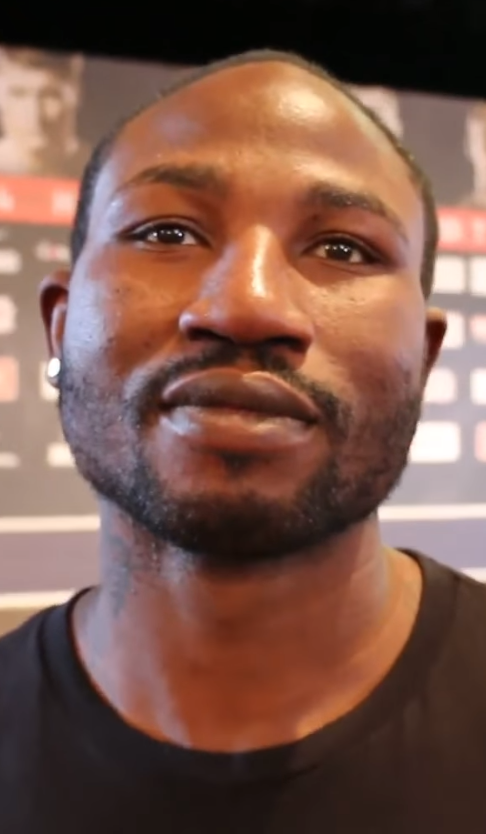
Ола Афолаби

В ноябре в добровольной защите титула Марко Хук вышел на ринг с левшой, Фиратом Арсланом. В первом раунде Хук действовал вторым номером, и Арслан был активнее. Во втором раунде активность Арслана наростала, и ближе к концу раунда, у Хука из носа пошла кровь. В третьем раунде Фират ещё больше стал прессинговать Марко. В конце раунда Хук провёл серию ударов, но в основном она пришлась в защиту Арслана. Четвёртый раунд снова остался за претендентом. В пятом раунде 42-летний Арслан выглядел довольно бодро и уверенно, а лицо Хука было в ссадинах, он был измотаным и уставшим. В 7-м раунде Хук попытался атаковать, но все его удары приходились в защиту опытного Арслана. 8-й раунд был более равным, и Фират немного снизил темп. В 10-м раунде Арслан, как и в предыдущих раундах, входил в ближний бой и блокировал все атаки чемпиона. В конце 11-го раунда Хук попытался нанести длинную серию ударов, но Арслан снова вышел из положения, и последние удары перед гонгом наносил уже он. В финальном раунде Хук отчаянно начал атаковать, но Арслан всё равно шёл вперёд вплоть до финального гонга. Фират был убедительней почти во всех раундах. После окончания боя он победоносно поднял руки, и лицо его было без синяков и рассечений. Измотанный Хук также поднял руки, и зал начал свистеть. Но после объявления результатов весь зал был шокирован, так как победу присудили Хуку. Марко Хук бесславно победил, но Фират Арслан вырос в глазах болельщиков.

#### Реванши с Афолаби III и Арсланом II
После тяжёлого 2012 года Марко Хук решил устранить сомнения в своей легитимности чемпиона и дал оба реванша Ола Афолаби и Фирату Арслану. 8 июня 2013 года Хук уверенно победил по очкам британца Олу Афолаби, и хоть решение судей было неоднозначным и не единогласным, а решением большинства, даже сам Ола признал уверенную победу Хука. Марко провёл самый убедительный бой за все их три встречи и поставил точку в этом противостоянии уверенной победой.
25 января 2014 года Марко вновь вышел с возрастным немцем турецкого происхождения, Фиратом Арсланом. Арслан хорошо провёл первые три раунда, но Хук был готов к начальному прессингу и, выдержав напор Арслана, начал методично его избивать, дважды отправил в нокдаун, а в 6-м раунде после одностороннего избиения вынудил рефери прекратить поединок. Хук уверенно победил техническим нокаутом, и снял противоречия их первой встречи.
3 мая 2014 года была назначена очередная дата на защиту титула Марко Хуком, но менее чем за месяц до боя Хук травмировал большой палец правой руки, и поединок пришлось перенести на 30 августа 2014 года. Противостоял Хуку в этом бою непобежденный ранее итальянский боксёр Мирко Ларгетти (21-0). Бой проходил с небольшим преимуществом Хука, а в последнем раунде он взвинтил темп в концовке и сумел отправить Ларгетти в нокаут. Это произошло на последней секунде боя, но рефери посчитал, что поединок был закончен, и не засчитал досрочную победу. Итогом поединка стала победа Хука по очкам со счетом 118—110 дважды и 116—112.
После этого поединка у Хука закончился промоутерский контракт с немецкой компанией Saurland Event, который он решил не продлевать.

#### Потеря титула
14 августа 2015 года в США поляк Кшиштоф Гловацкий нокаутировал многолетнего чемпиона Марко Хука и стал новым чемпионом мира в первом тяжёлом весе по версии WBO.

#### Бой с Ола Афолаби IV
27 февраля 2016 года Афолаби проиграл третий раз в карьере Марко Хуку и потерял титул чемпиона мира по версии IBO.

#### Бой с Дмитрием Кучером
19 ноября 2016 года Кучер в бою за пояс чемпиона мира по версии IBO уступил единогласным решением судей Марко Хуку и потерпел второе поражение в профессиональной карьере.

#### Чемпионский бой с Майрисом Бриедисом
1 апреля 2017 года в бою за вакантный титул по версии WBC уступил единогласным решением судей со счётом 109—118 111—116 110—117, а также утратил пояс по версии IBO.

#### Чемпионский бой с Александром Усиком

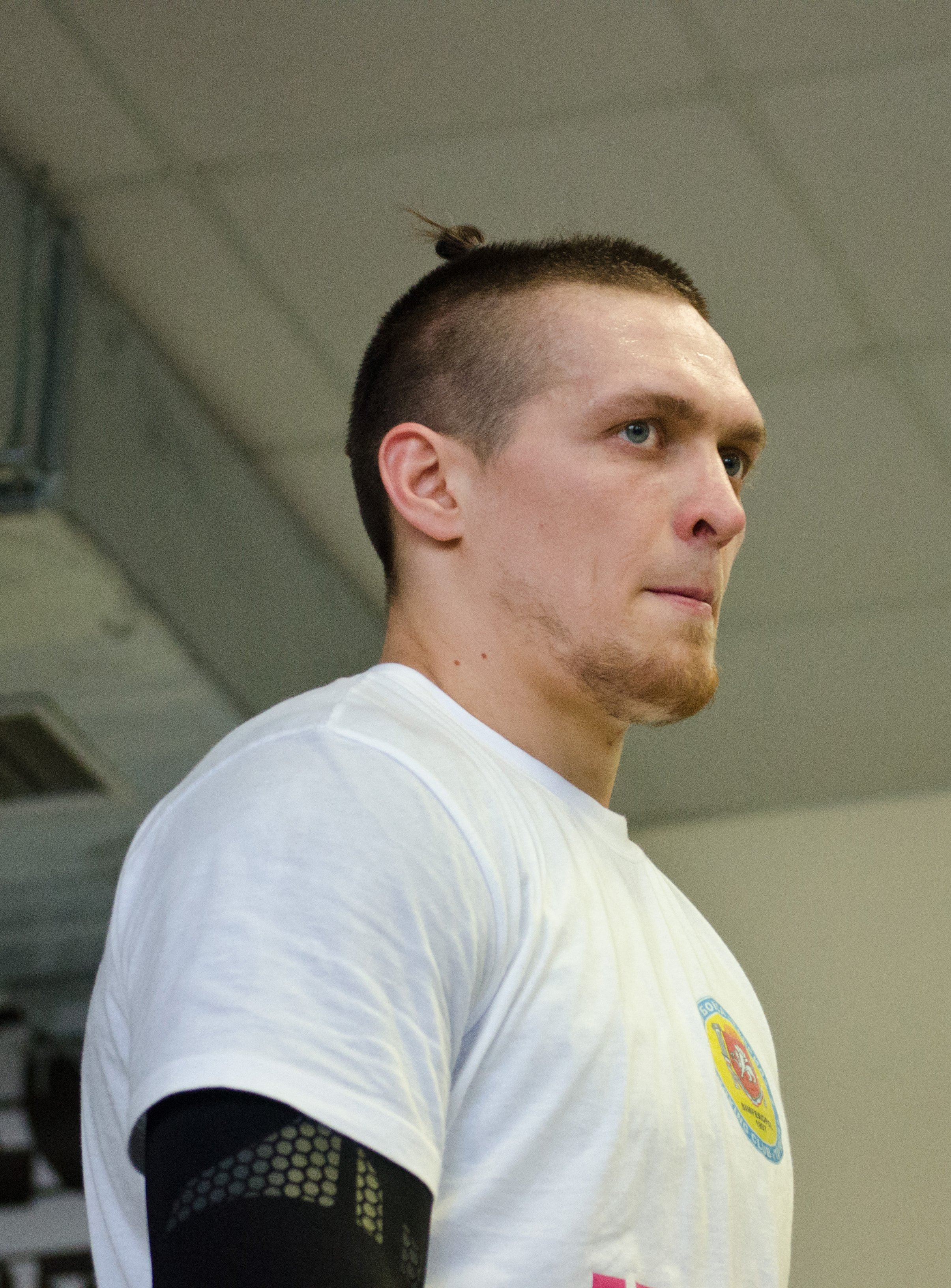
Александр Усик

9 сентября 2017 года состоялся четвертьфинальный поединок турнира World Boxing Super Series, в котором Марко Хук встретился с чемпионом мира, непобеждённым украинцем Александром Усиком. Бой завершился в 10-м раунде техническим нокаутом в исполнении Александра Усика.

## Статистика профессиональных боёв
В таблице перечислены результаты всех поединков боксёров.
В каждой строке указан результат поединка. Дополнительно номер поединка обозначен цветом, который обозначает итог поединка. Расшифровка обозначений и цветов представлена в нижеследующей таблице.
| Пример | Расшифровка                     |
| ------ | ------------------------------- |
|        | Победа                          |
|        | Ничья                           |
|        | Поражение                       |
|        | Планируемый поединок            |
|        | Поединок признан несостоявшимся |
| КО     | Нокаут                          |
| ТКО    | Технический нокаут              |
| PTS    | Решение судей (по очкам)        |
| UD     | Единогласное решение судей      |
| MD     | Решение большинства судей       |
| SD     | Раздельное решение судей        |
| RTD    | Отказ от продолжения боя        |
| DQ     | Дисквалификация                 |
| NC     | Поединок признан несостоявшимся |

| 49                                                        | 42-5-1-1 | 29 августа 2020  | Деннис Левандовский (13-4)   | Браунлаге, Германия                                                     | UD 10             | Счёт: 100-90, 100-90, 100-90. |
| 48                                                        | 41-5-1-1 | 17 мая 2019      | Ник Гуивас (14-10-3)         | Foxwoods Resort Casino, Машантукет, Коннектикут, США                    | NC 1 (8), 0:57    | Бой признан не состоявшимся из-за удара соперника Хуком после остановки боя. |
| 47                                                        | 41-5-1   | 16 июня 2018     | Якуп Саглам (40-4)           | Ballhaus Forum, Мюнхен, Германия                                        | TKO 4 (10), 0:26  | Дебют в тяжёлом весе. |
| Перешёл в тяжёлый вес — свыше 90,7 кг (свыше 200 фунтов). |          |                  |                              |                                                                         |                   | |
| 46                                                        | 40-5-1   | 9 сентября 2017  | Александр Усик (12-0)        | Max Schmeling Halle, Prenzlauer Berg, Берлин, Германия                  | TKO 10 (12), 2:18 | Бой за титул чемпиона мира по версии WBO (3-я защита Усика) в 1-м тяжёлом весе. Четвертьфинал турнира WBSS. |
| 45                                                        | 40-4-1   | 1 апреля 2017    | Майрис Бриедис (21-0)        | Westfalenhalle, Дортмунд, Северный Рейн-Вестфалия, Германия             | UD 12             | Бой за вакантный титул чемпиона мира по версии WBC. Потерял титул чемпиона мира по версии IBO (2-я защита Хука) в 1-м тяжёлом весе. Счёт: 109-118, 111-116, 110-117. Титул IBO объявлен вакантным, так как Бриедис не заплатил взнос. С Хука снято очко. |
| 44                                                        | 40-3-1   | 19 ноября 2016   | Дмитрий Кучер (24-1-1)       | Tui Arena, Ганновер, Нижняя Саксония Германия                           | UD 12             | Защитил титул чемпиона мира по версии IBO (1-я защита Хука) в 1-м тяжёлом весе. Счёт: 117-111, 119-109, 117-111. |
| 43                                                        | 39-3-1   | 27 февраля 2016  | Ола Афолаби (4) (22-4-4)     | Gerry Weber Stadium, Халле, Северный Рейн-Вестфалия, Германия           | RTD 10 (12), 3:00 | Завоевал титул чемпиона мира по версии IBO (1-я защита Афолаби) в 1-м тяжёлом весе. |
| 42                                                        | 38-3-1   | 14 августа 2015  | Кшиштоф Гловацкий (24-0)     | Prudential Center, Ньюарк, Нью-Джерси, США                              | KO 11 (12) 2:39   | Гловацки в нокдауне в 6 раунде. Хук 2 раза в нокдауне в 11 раунде.Потерял титул чемпиона мира по версии WBO (14-я защита Хука) в 1-м тяжёлом весе. |
| 41                                                        | 38-2-1   | 30 августа 2014  | Мирко Ларгетти (24-0)        | Gerry Weber Stadium, Халле, Северный Рейн-Вестфалия, Германия           | UD 12             | Счёт: 118-110, 116-112, 116-112. Защитил титул чемпиона мира по версии WBO (13-я защита Хука) в 1-м тяжёлом весе. |
| 40                                                        | 37-2-1   | 25 января 2014   | Фират Арслан (2) (33-6-2)    | Hanns-Martin-Schleyer-Halle, Штутгарт, Баден-Вюртемберг, Германия       | TKO 6 (12) 1:56   | Арслан в нокдауне 2 раза. Защитил титул чемпиона мира по версии WBO (12-я защита Хука) в 1-м тяжёлом весе. |
| 39                                                        | 36-2-1   | 8 июня 2013      | Ола Афолаби (3) (19-2-4)     | Max Schmeling Halle, Prenzlauer Berg, Берлин, Германия                  | MD 12             | Защитил титул чемпиона мира по версии WBO (11-я защита Хука) в 1-м тяжёлом весе. Хук предупреждён в 5 раунде за удар штамповкой. Счёт: 117-111, 115-113, 114-114.                                                                                        |
| 38                                                        | 35-2-1   | 3 ноября 2012    | Фират Арслан (32-5-2)        | Gerry Weber Stadium, Халле, Северный Рейн-Вестфалия, Германия           | UD 12             | Защитил титул чемпиона мира по версии WBO (10-я защита Хука) в 1-м тяжёлом весе. Счёт: 115-113, 115-113, 117-111. |
| 37                                                        | 34-2-1   | 5 мая 2012       | Ола Афолаби (2) (19-2-3)     | Messehalle, Эрфурт, Тюрингия, Германия                                  | MD 12             | Защитил титул чемпиона мира по версии WBO (9-я защита Хука) в 1-м тяжёлом весе. Счёт: 114-114, 115-113, 114-114. |
| 36                                                        | 34-2     | 25 февраля 2012  | Александр Поветкин (23-0)    | Porsche-Arena, Штутгарт, Баден-Вюртемберг, Германия                     | MD 12             | Бой за титул чемпиона мира по версии WBA (2-я защита Поветкина) в тяжёлом весе. Счёт: 114-114, 113-116, 112-116. |
| 35                                                        | 34-1     | 22 октября 2011  | Рохелио Омар Росси (17-2-1)  | Arena, Людвигсбург, Баден-Вюртемберг, Германия                          | KO 6 (12) 1:09    | С Росси снято очко. Росси в нокдауне в 3 раунде. Росси 2 раза в нокдауне в 5 раунде. С Хука снято 2 очка между 4 и 5 раундом за удары после гонга.Защитил титул чемпиона мира по версии WBO (8-я защита Хука) в 1-м тяжёлом весе.                        |
| 34                                                        | 33-1     | 16 июля 2011     | Уго Эрнан Гарай (34-5)       | Olympia-Eissportzentrum, Мюнхен, Бавария, Германия                      | KO 10 (12) 1:12   | Гарай в нокдауне в 1 раунде. Гарай в нокдауне в 10 раунде. С Хука снято очко в 3 раунде.Защитил титул чемпиона мира по версии WBO (7-я защита Хука) в 1-м тяжёлом весе.                                                                                  |
| 33                                                        | 32-1     | 2 апреля 2011    | Рэн Накаш (25-0)             | Gerry Weber Stadium, Халле, Северный Рейн-Вестфалия, Германия           | UD 12             | Защитил титул чемпиона мира по версии WBO (6-я защита Хука) в 1-м тяжёлом весе. Счёт: 118-110, 116-112, 118-110. |
| 32                                                        | 31-1     | 18 декабря 2010  | Денис Лебедев (21-0)         | Max Schmeling Halle, Prenzlauer Berg, Берлин, Германия                  | SD 12             | Защитил титул чемпиона мира по версии WBO (5-я защита Хука) в 1-м тяжёлом весе. Счёт: 112-116, 115-113, 115-113. |
| 31                                                        | 30-1     | 21 августа 2010  | Мэтт Годфри 20-1)            | Messehalle, Эрфурт, Тюрингия, Германия                                  | TKO 5 (12) 2:18   | Годфри в нокдауне во 2 раунде. Годфри 2 раза в нокдауне в 5 раунде.Защитил титул чемпиона мира по версии WBO (4-я защита Хука) в 1-м тяжёлом весе. |
| 30                                                        | 29-1     | 1 мая 2010       | Брайан Минто (34-3)          | Weser-Ems-Halle, Ольденбург, Нижняя Саксония, Германия                  | RTD 9 (12) 3:00   | Защитил титул чемпиона мира по версии WBO (3-я защита Хука) в 1-м тяжёлом весе. Минто в нокдауне в 3-м, 5-м и 9-м раундах. |
| 29                                                        | 28-1     | 13 марта 2010    | Адам Ричардс (23-2)          | Max Schmeling Halle, Prenzlauer Berg, Берлин, Германия                  | KO 3 (12) 2:30    | Защитил титул чемпиона мира по версии WBO (2-я защита Хука) в 1-м тяжёлом весе. |
| 28                                                        | 27-1     | 5 декабря 2009   | Ола Афолаби (14-1-3)         | Arena, Людвигсбург, Баден-Вюртемберг, Германия                          | UD 12             | Защитил титул чемпиона мира по версии WBO (1-я защита Хука) в 1-м тяжёлом весе. Счёт: 115-113, 116-112, 115-113. |
| 27                                                        | 26-1     | 29 августа 2009  | Виктор Эмилио Рамирес (15-1) | Gerry Weber Stadium, Халле, Северный Рейн-Вестфалия, Германия           | UD 12             | Завоевал титул чемпиона мира по версии WBO (2-я защита Рамиреса) в 1-м тяжёлом весе. Счёт: 116-111 116-111 115-112. |
| 26                                                        | 25-1     | 9 мая 2009       | Виталий Русаль (23-0)        | Jako-Arena, Бамберг, Бавария, Германия                                  | TKO 5 (12) 2:58   | Защитил титул чемпиона европы по версии EBU (3-я защита Хука) в 1-м тяжёлом весе. |
| 25                                                        | 24-1     | 24 января 2009   | Джеффри Баттело (18-0)       | Erdgas Arena, Риза, Саксония, Германия                                  | TKO 3 (12) 2:57   | Защитил титул чемпиона европы по версии EBU (2-я защита Хука) в 1-м тяжёлом весе. |
| 24                                                        | 23-1     | 25 октября 2008  | Фабио Тиач (22-1)            | Weser-Ems-Halle, Ольденбург, Нижняя Саксония, Германия                  | TKO 2 (12) 2:22   | Защитил титул чемпиона европы по версии EBU, (1-я защита Хука) в 1-м тяжёлом весе. |
| 23                                                        | 22-1     | 20 сентября 2008 | Жан-Марк Монроуз (24-1)      | Seidensticker Halle, Билефельд, Северный Рейн-Вестфалия, Германия       | TKO 12 (12) 1:17  | Завоевал титул чемпиона европы по версии EBU (1-я защита Монроуза) в 1-м тяжёлом весе. |
| 22                                                        | 2-1      | 17 мая 2008      | Франтишек Касанич (12-2)     | Oberfrankenhalle, Байройт, Бавария, Германия                            | TKO 9 (12) 2:52   | Завоевал вакантный титул интерконтинентального чемпиона по версии IBF в 1-м тяжёлом весе. |
| 21                                                        | 20-1     | 12 апреля 2008   | Леон Нзама (2-6)             | Jahnsportforum, Нойбранденбург, Мекленбург-Передняя Померания, Германия | TKO 5 (8) 1:06    | |
| 20                                                        | 19-1     | 29 декабря 2007  | Стив Каннингем (20-1)        | Seidensticker Halle, Билефельд, Северный Рейн-Вестфалия, Германия       | TKO 12 (12) 1:56  | Бой за титул чемпиона мира по версии IBF (1-я защита Каннингема) в 1-м тяжёлом весе. |
| 19                                                        | 19-0     | 26 мая 2007      | Вадим Токарев (23-0-1)       | Jako-Arena, Бамберг, Бавария, Германия                                  | MD 12             | Счёт: 117-110 114-114 117-110. Отборочный бой IBF в 1-м тяжёлом весе. |
| 18                                                        | 18-0     | 20 января 2007   | Исмаил Абдул (28-10-2)       | St. Jakob Halle, Базель, Швейцария                                      | UD 12             | Счёт: 118-110 118-114 118-110. Защитил титул чемпиона европы по версии EBU-EU (1-я защита Хука) в 1-м тяжёлом весе. |
| 17                                                        | 17-0     | 16 декабря 2006  | Пьетро Аурино (37-2)         | BigBox, Кемптен, Бавария, Германия                                      | TKO 2 (12)        | После 2 умышленных ударов головой с Аурино снято 2 очка. Он покинул ринг и вернулся через 10 секунд. EBU соответственно признали победу Хука TKO. Завоевал вакантный титул чемпиона европы по версии EBU-EU в 1-м тяжёлом весе.                          |
| 16                                                        | 16-0     | 23 сентября 2006 | Рашид эль-Хаддак (9-1)       | Rittal Arena, Вецлар, Гессен Германия                                   | TKO 8 (8) 2:24    | Эль Хадак в нокдауне в 6-м, 7-м раундах и 2 раза в 8 раунде. |
| 15                                                        | 15-0     | 3 июня 2006      | Нури Сефери (16-4)           | Tui Arena, Ганновер, Нижняя Саксония Германия                           | UD 10             | С Сефери в 4 раунде снято 1 очко за удар головой. Счёт: 100-91, 98-92, 99-91. |
| 14                                                        | 14-0     | 4 марта 2006     | Ли Свеби (22-14-2)           | EWE-Arena, Ольденбург, Нижняя Саксония Германия                         | RTD 6 (8) 3:00    | |
| 13                                                        | 13-0     | 28 января 2006   | Клаудио Рышко (9-2)          | Tempodrom, Кройцберг, Берлин Германия                                   | KO 7 (8) 2:15     | С Раско в 4 раунде снято 1 очко. Раско в нокдауне в 7 раунде. |
| 12                                                        | 12-0     | 17 декабря 2005  | Майкл Симмс (19-4-1)         | Max Schmeling Halle, Prenzlauer Berg, Берлин, Германия                  | UD 8              | Счёт: 80-72 78-73 78-73. |
| 11                                                        | 11-0     | 3 сентября 2005  | Рудижер Мэй (40-4-3)         | International Congress Center, Шарлоттенбург, Берлин, Германия          | UD 10             | |
| 10                                                        | 10-0     | 2 июля 2005      | Лери Окханашвили (5-2-2)     | Karl Eckel Halle, Хаттерсхайм-на-Майне, Гессен, Германия                | TKO 2 (8) 2:19    | |
| 9                                                         | 9-0      | 11 июня 2005     | Типтон Уокер (13-10-1)       | BigBox, Кемптен, Бавария, Германия                                      | TKO 2 (8) 1:50    | Уокер 3 раза в нокдауне во 2 раунде. |
| 8                                                         | 8-0      | 21 мая 2005      | Стефен Кушнир (0-7)          | Zdzieszowice, Польша                                                    | KO 1 (6)          | |
| 7                                                         | 7-0      | 23 апреля 2005   | Мухаммед Али Дурмаз (2-1)    | Arena Westfalenhalle, Дортмунд, Северный Рейн-Вестфалия, Германия       | TKO 4 (6)         | |
| 6                                                         | 6-0      | 12 марта 2005    | Александр Борховс (3-9-1)    | Stadthalle, Цвиккау, Саксония, Германия                                 | TKO 4 (6)         | |
| 5                                                         | 5-0      | 15 января 2005   | Эрвин Слонка (2-10-1)        | Boxtempel, Вайсензе, Берлин, Германия                                   | TKO 4 (6) 1:23    | |
| 4                                                         | 4-0      | 18 декабря 2004  | Томас Мразек (0-1)           | Oberfrankenhalle, Байройт, Бавария, Германия                            | TKO 3 (6)         | |
| 3                                                         | 3-0      | 4 декабря 2004   | Влодек Копец (5-3)           | Estrel Convention Center, Неукоэльн, Берлин, Германия                   | TKO 1 (4) 2:26    | Копец 3 раза в нокдауне в 1 раунде. |
| 2                                                         | 2-0      | 20 ноября 2004   | Павел Зима (5-10)            | BigBox, Кемптен, Бавария, Германия                                      | TKO 1 (4) 1:48    | |
| 1                                                         | 1-0      | 7 ноября 2004    | Павел Чирок (2-13-1)         | Rockfabrik, Нюрнберг, Бавария, Германия                                 | TKO 1 (4)         | |
| Бои в первом тяжёлом весе — до 90,7 кг (до 200 фунтов).   |          |                  |                              |                                                                         |                   | |
| Бой                                                       | Рекорд   | Дата             | Соперник                     | Место боя                                                               | Результат         | Данные о бое |

## Личная жизнь
30 июля 2011 года 26-летний Марко женился на 20-летней Амине Дачич.